# جفرسون فريد رودريغيز
جفرسون فريد رودريغيز (بالبرتغالية: Jefferson Fredo Rodrigues‏) (28 فبراير 1978 في البرازيل – )؛ هو لاعب كرة قدم سابق كان يلعب كلاعب وسط.

## وصلات خارجية
- جفرسون فريد رودريغيز على موقع رابطة كرة القدم اليابانية للمحترفين (اليابانية)
- جفرسون فريد رودريغيز على موقع قاعدة بيانات كرة القدم.إي يو (الإنجليزية)
- جفرسون فريد رودريغيز على موقع Soccerway.com (الإنجليزية)
- جفرسون فريد رودريغيز على موقع عالم كرة القدم.نت (الإنجليزية)